# Prljavo kazalište

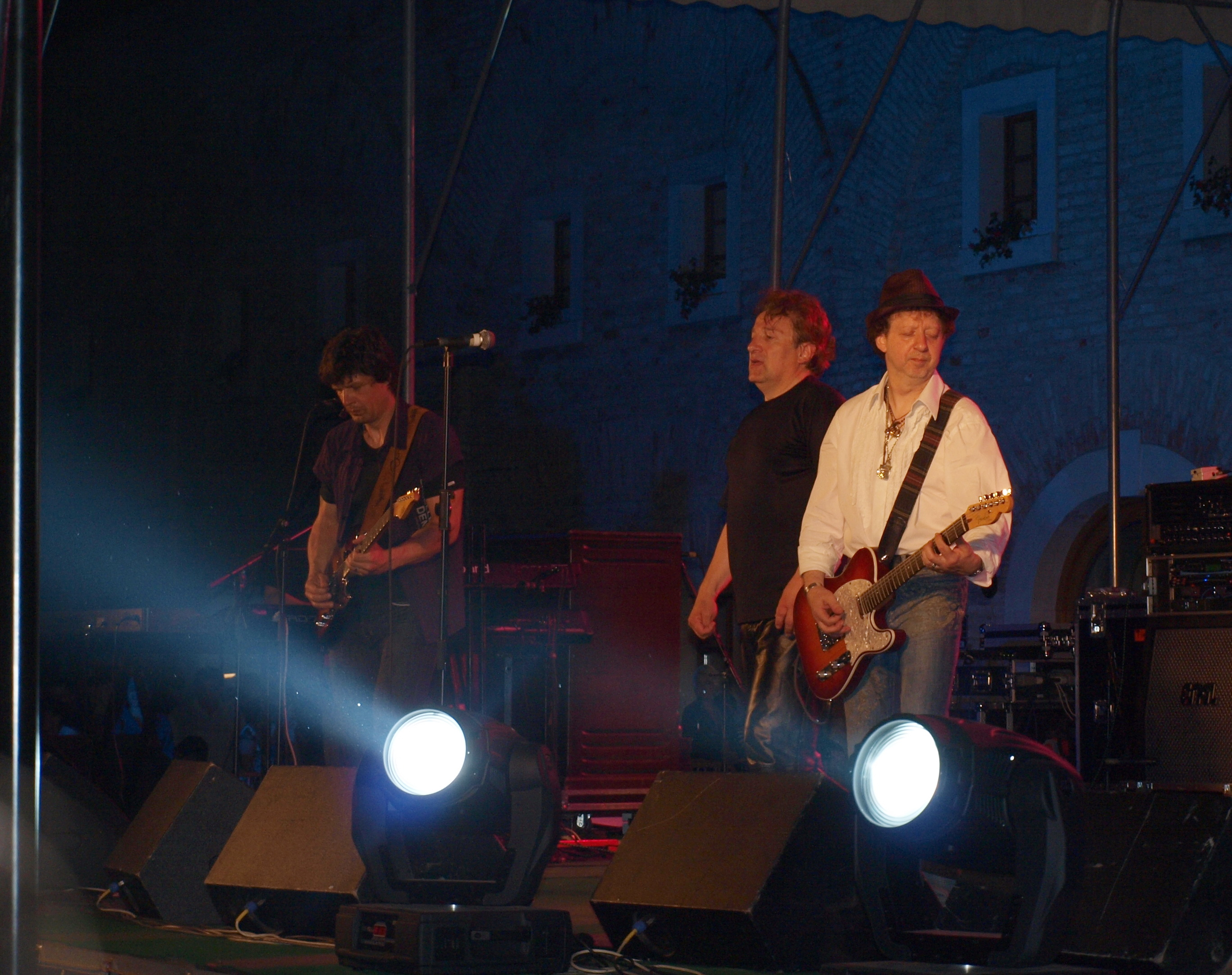
A Prljavo kazalište egy 2009-es bródi koncerten

A Prljavo kazalište (a név jelentése: Mocskos színház) egy horvát punk / new wave együttes volt, mely 1977-ben alakult Zágrábban. Megalakulásuk után nem sokkal, 1978-ban kiadták első kislemezüket, amelyen 3 dal szerepelt. Bár a lemez PUNK címszóval került a boltokba, azonban a Televizori vagy a Majke című dalok inkább voltak "hagyományos rock" dalok, mint punk számok. Az 1979-es Moj je otac bio u ratu kislemez azonban már a punk jegyében született. 1979-es első nagylemezük, a Prljavo kazalište, sikeres kis punk/power-poplemez lett. A Crno bijeli svijet című második, 1980-as nagylemezen már a new wave a meghatározó. A Heroj Ulice albumtól kezdve egyre inkább átálltak a pop stílusra.

## Tagok

### Jelenlegi felállás
- Jasenko Houra – gitár, vokál
- Mladen Bodalec – vokál
- Dubravko Vorih – basszusgitár
- Tihomir Fileš – dob
- Mario Zidar – gitár
- Jurica Leikauff – billentyűsök

### Korábbi tagok
- Zoran Cvetković Zok – gitár
- Davorin Bogović – vokál
- Mladen Roško – billentyűsök
- Marijan Brkić- gitár
- Damir Lipošek- gitár
- Fedor Boić – billentyűsök
- Zlatko Bebek – gitár
- Nino Hrastek – basszusgitár

## Lemezeik

### Stúdióalbumok
- Prljavo kazalište (Suzy, 1979)
- Crno-bijeli svijet (Suzy, 1980)
- Heroj ulice (Suzy, 1981)
- Korak do sna (Suzy, 1983)
- Zlatne godine (Jugoton, 1985)
- Zaustavite Zemlju (Suzy, 1988)
- Devedeseta (Jugoton, 1990)
- Lupi petama…. (CBS, 1993)
- S vremena na vrijeme (Croatia Records, 1996)
- Dani ponosa i slave (Croatia Records, 1998)
- Radio Dubrava (Dallas Records, 2003)
- Moj dom je Hrvatska (Dallas Records, 2005)
- Tajno ime (Croatia Records, 2008)

### Koncertlemezek
- Sve je lako kad si mlad – live (Suzy, 1989)
- Zabranjeni koncert (InterService, 1994)
- Božićni koncert (CBS, 1995)
- XX godina (CBS, 1997)
- Best of – live (Dallas Records, 2009)
- XXX godina (Croatia Records, 2009)

### Válogatások
- Najveći hitovi (Suzy, 1994)
- Balade (Hi-Fi Centar, 2000)
- Hitovi (Hi-Fi Centar, 2000)
- Sve je lako kad si mlad '77-'99 (CBS & Suzy, 2001)

### Video
- Voljenom gradu (Suzy, 1989)
- Koncert u HNK (CBS, 1993)
- Božićni koncert (CBS, 1995)
- Na trgu (Dallas Records, 2003)

### Kislemezek
- Televizori (1978)
- Moj je otac bio u ratu (1979)

## Külső hivatkozások
- Hivatalos honlap